# مطاردة في ولاية كونيتيكت 2: أشباح جورجيا (فلم)
مطاردة في ولاية كونيتيكت 2: أشباح جورجيا هو فيلم رعب نفسي تم إصداره عام 2013 من بطولة تشاد مايكل موراي ,أبيغيل سبنسر , كاتي ساكوف. وتأليف ديفيد كوجسثال.

## روابط خارجية
- مقالات تستعمل روابط فنية بلا صلة مع ويكي بيانات